# Travis Pastrana
Travis Alan Pastrana (Annapolis, Maryland, 1983. október 8. –) amerikai sportoló. Rali- és motorversenyző, kilencszeres X Games-győztes, melyből hat freestyle motokrossz aranyérem.
Pastrana 4 éves korában ült először motoron, első motorját édesapja vette neki, ami egy Honda Z-50 volt.

## Motorsportok

### Motokrossz és szuperkrossz
Pastrana motoros karrierje 17 éves korában, 2000-ben kezdődött, amikor elindult az Amerikai motokrossz bajnokság 125 ccm-es géposztályában. Mindenki nagy meglepetésére újonc idényében megnyerte a bajnokságot Suzukija nyergében. Ebben az évben elindult még az amerikai szuperkrossz bajnokságban is, ahol szintén újoncként harmadik helyen zárta az idényt. 2001-ben elfoglalhatta a keleti szuperkrossz trónt, viszont motokrossz bajnoki címét nem tudta megvédeni. 2002-ben géposztályt váltott, és egy 250-es motorral folytatta pályafutását. A szuperkrossz mezőnyében Ricky Carmichael-lel komoly csatákat vívtak az első helyért, majd az egyik futamon bekövetkezett térdsérülés miatt a szezon hátralevő részében már nem tudott motorra ülni. A motokrossz bajnokságra már jobban volt, viszont az idény második futamán bekövetkezett újabb térdsérülése miatt a ezt a szezont is ki kellett hagynia. A 2003-as esztendő sem tartogatott számára nagyobb sikereket, térde miatt ugyanis mind a szuperkrossz és mind a motokrossz nagydíjakat ki kellett hagynia. Ennek hatására Roger De Coster a Suzuki csapat főnöke ezután kitette őt a csapatból, így nyílt meg az út a freestyle motokrossz felé.

## X Games
- 1999 – MotoX Freestyle –  aranyérem
- 2000 – MotoX Freestyle –  aranyérem
- 2001 – MotoX Freestyle –  aranyérem
- 2003 – MotoX Freestyle –  aranyérem
- 2005 – MotoX Freestyle –  aranyérem
- 2006 – MotoX Freestyle –  aranyérem, Moto X legjobb trükk –  aranyérem, Rali –  aranyérem
- 2008 – Rali –  aranyérem
- 2010 – MotoX Freestyle – aranyérem

## Rali

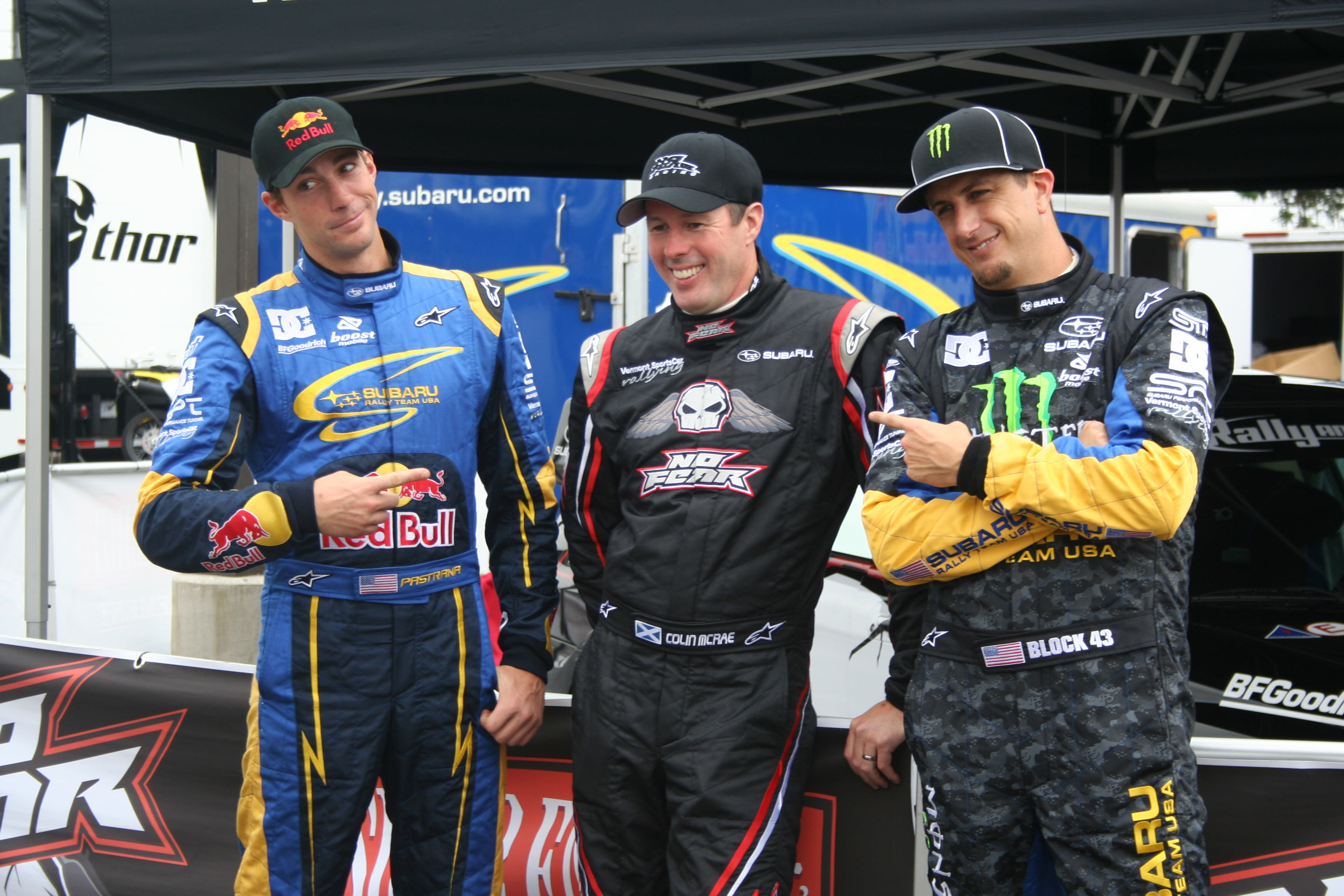
Travis Pastrana (balra), Colin Mcrae (középen) és Ken Block (jobbra) a 2007-es X Gamesen

2003-tól vesz részt rali-versenyeken, elsőként a bajnokok tornája rendezvényen indult. 2006-ban leszerződött a Subaru Rally Team USA csapatához, és megnyerte az X Games raliautók számára kiírt versenyét, mindössze 0.53 másodperc előnnyel az 1995-ös rali-világbajnok, Colin McRae előtt. Még ebben az évben megnyerte az amerikai rali-bajnokságot, valamint újfent képviselte az Amerikai Egyesült Államokat a bajnokok tornáján.
2007-ben az amerikai bajnokság mellett Travis részt vett a rali-világbajnokság három helyszínén. Mexikóban ötödik, Argentínában tizedik, Walesben pedig kategóriája tizenegyedik helyén végzett. Négy pontot szerezve végül a világbajnokság N csoportos értékelésében a huszonharmadik helyen zárt. Az amerikai bajnokság versenyein négy alkalommal első, egyszer második és kétszer harmadik helyen ért célba. Ez a teljesítmény elég volt a címvédéshez, így 2006 után ismét megnyerte hazája bajnokságát.

## Pastrana 199: Monster Truck
Pastrana 199 egy Monster Truck, ami az USHRA-ban versenyez. A 199 Pastrana legendás rajtszámára utal. A Monster Truck tulajdonosa a Live Nation, de Pastrana szponzorálja. Első versenyein Paul Cohen vezette, őt követte Chad Tingler, és jelenleg Courtney Jolly vezeti. 2006. október 18-an mutatkozott be a Monster Jam-en és ekkor kapta meg hivatalosan a Pastrana 199-es nevet. A 2008-2009-es idényben Pastrana jó barátja, Cam McQueen vezette.

## Filmjei
Travis barátaival forgatta első sikeres sorozatát a Nitro circus-t. Szerepel benne Jolene Van Vught, Andy Bell, Jim DeChamp, streetbike Tommy és néha felbukkannak egyéb szereplők is.